# Cyril Lemoine
Cyril Lemoine (Tours, 3 de março de 1983) é um ciclista francês.